# خاراخووسته
خاراخووسته (به لهستانی:  Harachwosty) یک روستا در لهستان است که در گمینا خوشلو واقع شده‌است.